# گوگل استریت ویو
گوگل استریت ویو یا نمای خیابان گوگل، یک تکنولوژی است که عکس‌های سراسرنما را در گوگل ارت و گوگل نقشه‌ها برای خیابان‌ها قابل دیدن می‌نماید. این سرویس در ۲۵ می ۲۰۰۷ آغاز به کار کرد و فقط شامل چند شهر از ایالات متحده آمریکا می‌شد ولی کم‌کم گسترش پیدا کرد و شهرهای زیادی از تمامی جهان را دربر گرفت.
عکس‌های گوگل توسط کاروانی از خودروهایی ویژه با دوربین گرفته شده‌است.

## انتقادها
در ۲۰ سپتامبر ۲۰۱۰، در جلسه دولت آلمان با شرکت گوگل، «چند صد هزار» نفر از مردم آلمان به خاطر نگرانی از حفظ حریم خصوصی خود در گوگل استریت ویو از گوگل خواستند تا تصاویر مربوط نمای ساختمان محل زندگی آنها را از گوگل استریت ویو حذف شود. این سرویس به کاربران اینترنت این فرصت را می‌دهد تا نقشه‌های گوگل را با تصاویری از خیابان‌ها و شهرها تماشا کنند.
در ماه مه ۲۰۱۰، گوگل پذیرفت که در سه سال اخیر اطلاعاتی از مردم را که در شبکه‌های بی‌سیم فرستاده بودند، به اشتباه دریافت کرده‌است و بعد از آن معلوم شد که این جمع‌آوری اشتباه اطلاعات در سی کشور دیگر هم رخ داده و در آمریکا هم پرونده‌هایی برای شرکت گوگل در همین رابطه در دادگاه تشکیل شد، اما در بریتانیا، کمیسر اطلاعات، بعد از اطمینان از اینکه گوگل اطلاعات «مهمی» را دریافت نکرده‌است گوگل را تبرئه کرد. قبلاً سوئیس نیز شکایتی علیه شرکت گوگل و سرویس Street View که از سوی این شرکت ارائه شد، مبنی بر نقض حریم خصوصی مطرح شده‌است.

## پوشش

گوگل در ژوئن ۲۰۱۲ اعلام کرد که ۲۰ پتابایت داده برای نمای خیابانی ثبت کرده‌است که شامل عکس‌هایی از ۵ میلیون مایل جاده، پوشش ۳۹ کشور و حدود ۳٬۰۰۰ شهر است. این پوشش شامل بسیاری از کشورها و بخش‌های آمریکای شمالی و جنوبی، کمبریج بی، نوناووت تا جزیره هاف در جزایر شتلند جنوبی است. این نقشه‌ها همچنین شامل مناظر زیر آب گرند کنیون در سوندای غربی، درون موزه‌ها، و کویر لیوا در امارات‌متحده‌عربی است که از پشت شتر دیده می‌شوند. گوگل در سفری ده‌روزه با آپا شرپا به همراه آپا شرپا به همراه کوه اورست، جوامع شرپا، صومعه‌ها و مدارس آن را مستند کرد.
گوگل همچنین تصویرهایی در مصر، از جمله مجموعه اهرام جیزه، قلعه صلاح‌الدین، سقاره، صومعه سن مینا و ارگ قایتبای در ۹ سپتامبر ۲۰۱۴ اضافه کرد.
مناطقی که محدودیت تصویر برداری دارند یا هنوز منتشر نشده‌اند:
- کارائیب به جز پورتوریکو، محدودیت نمایش در جزایر ویرجین ایالات متحده آمریکا و مارتینیک
- آمریکای مرکزی به جز گواتمالا و بخش‌هایی در کاستاریکا
- گویان فرانسه، گویان، پاراگوئه، سورینام و ونزوئلا در آمریکای جنوبی
- آفریقا به جز بوتسوانا، غنا، کنیا، لسوتو، نیجریه، رئونیون، سنگال، آفریقای جنوبی، سوازیلند، تونس، اوگاندا و شهرهایی از ماداگاسکار
- بلاروس، بوسنی و هرزگوین، کوزوو، لیختن‌اشتاین، مولداوی و اکثر نقاط آلمان و اتریش در اروپا
- آسیا به جز بنگلادش، بوتان (کشور)، کامبوج، هنگ کنگ، ژاپن، ماکائو، مالزی، فیلیپین، سنگاپور، کره جنوبی، سری‌لانکا، تایوان، تایلند، بیشتر اندونزی، قرقیزستان، لائوس، مغولستان ،  روسیه
- خاورمیانه به جز اسرائیل، اردن، ترکیه، امارات متحده عربی و ایران
- اقیانوس جنوبی، به جز ساموآی آمریکا، استرالیا، نیوزیلند و جزایر پیت‌کرن (جزیره هندرسون (جزایر پیت‌کرن))

## نگارخانه

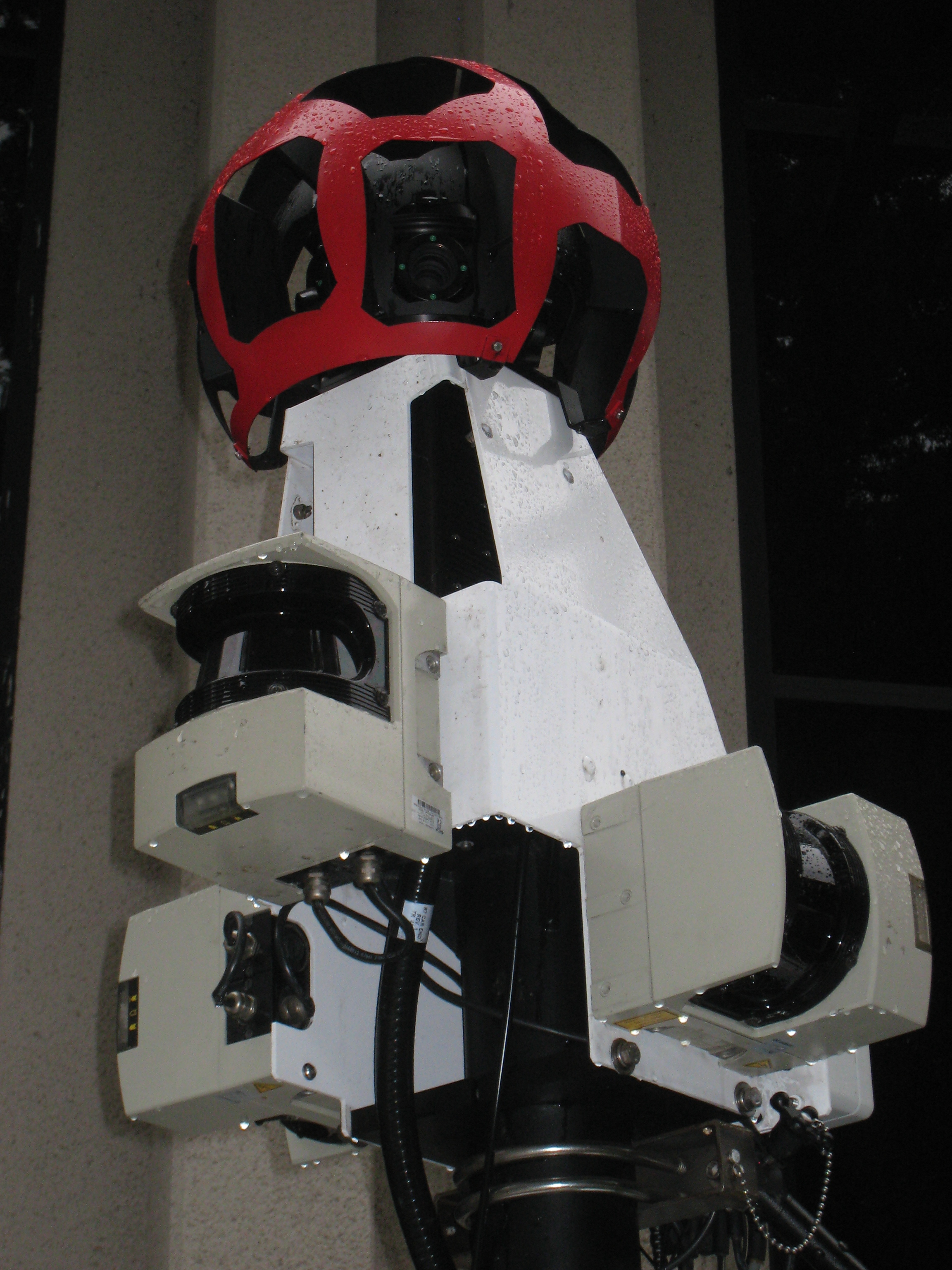